# Арболит
Арболи́т (от лат. arbor «дерево» и др.-греч. λίθος «камень») — лёгкий бетон на основе цементного вяжущего, органических заполнителей (до 80—90 % объёма) и химических добавок. Также известен как древобетон.
Арболит следует отличать от «арборита» — так в конце XIX века назывался конструкционный материал из слоёв склеенного шпона с перпендикулярным расположением волокон, то есть в нынешнем понимании — фанера.

## История
Арболит изобрели голландцы в 1930-х годах. Материал и технология Durisol завоевала широкую популярность в Европе, Канаде и США.
Советский аналог Durisol — материал арболит — был разработан в 1960-е годы, прошел технические испытания и был стандартизирован. Его производством занимались более 100 заводов.
В промышленном домостроении до середины 1990-х годов не получил массового применения в связи с ориентацией на строительство крупносборных бетонно-блочных домов, и его высокие энергосберегающие, теплосберегающие, звукопоглощающие свойства не принимались во внимание.
В разных странах аналог «арболита» имеет свое название: «дюрисол» — Голландия и Швеция; «вудстоун» — США и Канада; «пилинобетон» — Чехия; «чентери-боад» — Япония; «дюрипанель» — Германия; «велокс» — Австрия. Этот материал применяют при возведении не только частных домов, но и высотных зданий различного промышленного назначения.

## Технология производства
В качестве органического заполнителя применяется измельчённая древесина (щепа), костра льна или конопли (костробетон), дроблёная рисовая солома или дроблёные стебли хлопчатника. Для минерализации наполнителя используют сульфат алюминия (пищевая добавка E520), хлорид кальция (пищевая добавка E509), нитрат кальция, жидкое стекло или иные вещества, блокирующие негативное действие органических веществ на затвердевание цемента. Производство арболита основано на нормативных требованиях ГОСТ 19222-84, который является межгосударственным стандартом на территории стран СНГ, а также ГОСТ Р 54854-2011, действующим на территории Российской Федерации.
Изделия из арболита в форме стеновых блоков, как с облицовкой, так и без неё должны производиться также и с учетом требований СН 549-82.
Существует несколько методов производства стеновых блоков для наружных и внутренних ограждающих конструкций. Каждый из этих методов производства арболита имеет свои технологические особенности.
Стеновые блоки, в основном, изготавливаются либо методом вибропрессования (вибролитья), либо методом прямого прессования.
Технология прямого прессования является сравнительно молодой и менее затратной с точки зрения применяемого оборудования. Прямое прессование предполагает выдержку арболитовой смеси в форме в течение до одних суток. Однако технология имеет ряд недостатков, связанных с пространственной ориентацией щепы в смеси во время формирования изделия, что может приводить к внутренним напряжениям в готовом блоке.
Технология вибролитья (или вибропрессования) — это традиционная технология, которая получила распространение в 1960-е годы. Основным преимуществом данной технологии является получение однородной арболитовой массы в изделии при отсутствии внутренних напряжений в готовом блоке после схватывания цемента.

## Характеристики
Важнейшей характеристикой арболита, как и любого строительного материала, является предел прочности на сжатие. Предел прочности на сжатие арболита варьируется от М5—М10 для теплоизоляционного до М25—М50 и даже до М100 — для конструкционного.
Различают теплоизоляционную (плотность от 400 до 500 кг/м³) и конструкционную (плотность от 500 до 850 кг/м³) разновидности.
Арболит обладает повышенной прочностью на изгиб, очень хорошо поглощает звуковые волны. Теплопроводность арболита составляет 0,07—0,17 Вт/(м·К).
Арболит не поддерживает горение, удобен для обработки. Конструкционные виды обладают высоким показателем прочности на изгиб, могут восстанавливать свою форму после временного превышения предельных нагрузок.
К недостаткам арболита можно отнести пониженную влагостойкость. Наружная поверхность конструкций из арболита, соприкасающихся с атмосферной влагой, должна иметь защитный отделочный слой. Влажность воздуха в помещениях со стенами из арболита желательно поддерживать не выше 75 %.
- Прочность при сжатии, МПа 0,5—3,5
- Прочность при изгибе, МПа 0,7—1,0
- Модуль упругости, МПа 250—2300
- Морозостойкость, цикл 25—50
- Водопоглощение, % 40—85
- Усадка, % 0,4—0,5
- Биостойкость V группа
- Огнестойкость, ч 0,75—1,5
- Звукопоглощение, 126—2000 Гц 0,17—0,6

## Применение
Арболит применяют для жилого, хозяйственного и производственного назначения.
Обычно применяется в виде готовых строительных блоков или плит для возведения самонесущих стен или внутренних перегородок зданий, а также в качестве теплоизоляционного и звукоизоляционного материала. Многолетняя эксплуатация зданий и сооружений из материалов на органическом целлюлозном заполнителе в различных регионах нашей страны, а также в зарубежных странах, убедительно подтверждает долговечность «Арболита». Из него изготавливают стеновые панели, блоки, плиты, покрытия для совмещенных кровель.
Широкое распространение получила технология строительства из монолитного арболита. Преимуществами этой технологии являются полное отсутствие кладочных швов, и как следствие, отсутствие мостиков холода, а также возможность возведения стен любой толщины и архитектуры.
При обустройстве наружных ограждающих конструкций (наружных стен здания) из арболита рекомендуется применение теплоизоляционной кладочной смеси, например, ТКС-0,2. В этом случае стена из арболита не будет иметь мостиков холода и образует конструкцию с одинаковым показателем коэффициента сопротивления теплопередачи (теплопроводности) на всей площади стены, поскольку теплопроводность арболита и теплопроводность смеси ТКС-0,2 практически идентичны.